# 대한민국 소방공무원의 계급 목록
이 문서는 대한민국 소방공무원 계급에 관한 목록이다. 소방공무원은 국가직이다.
국가직과 지방직으로 나뉘어 있었으나 2020년 4월 1일부로 소방공무원은 국가직 공무원으로 전환됨에 따라 기존 '지방'이 붙던 지방직 소방공무원 용어는 사라지고 국가직 소방공무원으로 개정되었다. 
특정직 공무원인 군인과 경찰관, 소방관에 한하여 직급이 아닌 계급으로 불린다.

## 소방공무원계급
위에서 아래로 갈수록 낮은 계급으로, 국가직 총 11계급이다.
소방정감 이하 계급은 이전에는 국가직과 지방직으로 이원화되어 있었으나, 국가직 일원화로 2022년 현재 모든 소방공무원은 국가직이다. 
(2020년 4월 1일부로 지방직 소방공무원 전원 국가직 공무원으로 전환. 단 소속은 지자체와 중앙으로 이원화.)
- 비간부(소방 실무자) : 일선 소방서, 119안전센터에 배치되어 국민들하고 가장 밀접한 임무를 수행해 나가는 즉, 소방공무원의 뿌리라 볼 수 있다. 소방사시보, 소방사, 소방교, 소방장으로, '정화·개선'을 의미하는 육각수 아래에 관창 및 호스 형태를 받친 것으로, 소방 실무자로서 국민의 생명과 재산을 지키는 즉, 국민의 파수꾼 역할을 수행해 나가는 소방공무원의 기본 임무를 성실하게 수행함과 동시에 끊임없는 희생, 봉사, 헌신을 통해 진정한 간부로 거듭날 수 있는 희망과 가능성을 겸비한 소방공무원을 의미(경찰의 순경~경사, 공무원의 서기보(9급)~주사보(7급), 국군의 부사관하고 동급).
- 중간급(초급) 간부 : 소방위(초급), 소방경, 소방령, 소방정으로, 일반인들에게는 좀 생소한 편이다. 관창하고 호스를 제외한 소방사시보용 계급장을 6각으로 두른다. 이를 감싼 무궁화는 소방 조직 내에서 가장 중추적인 '중간급(초급) 소방간부'를 의미하는 것으로 소방공무원 조직의 중간 위치에서 국가를 수호하고 국민을 위해 희생, 봉사, 헌신하는 소방공무원으로서 가장 능동적이고 활동적인 임무를 수행해 나가는 소방조직의 중심적인 역할을 수행해 나가는 중간급 간부를 의미(경찰의 경위~총경, 공무원의 주사(6급)~서기관(4급), 국군의 영관급 장교하고 동급).
- 고위급 간부(소방 수뇌부) : 소방준감, 소방감, 소방정감, 소방총감으로, 일반인들에게는 아주 생소하다. 지름 8mm 태극모양의 둘레에 소방위 계급장 5개를 5각으로 연결한 계급장의 수(1~4개)로 구분. 태극문양은 만물의 근원으로서 '대한민국'하고 '국민'을 상징. 이를 감싸고 있는 5개의 소방위 계급장은 다섯 가지의 소방관이 지향하는 가치개념. 즉,“忠(충성)·信(믿음)·仁(어짊)·義(정의)·勇(용맹)”을 상징. 대규모로 승화된 소방공무원 최상위 계급을 의미. 이를 토대로 위로는 국민하고 국가를 위해 헌신하는 소방공무원, 아래로는 소방공무원의 견인차 역할을 수행해 나가는 고위급 간부의 리더십을 의미(경찰의 경무관~치안총감, 공무원의 고위공무원단 또는 차관급, 국군의 준장~대장하고 동급).

| 구분        | 계급장 | 계급                   | 급수              | 직위 | 대응                                                         |
| 고위급 간부 |        | 소방총감 (消防總監)    | 차관급            | - 소방청장 | - 경찰 : 치안총감 - 공무원 : 차관급 - 국군 : 대장(大將)      |
| 고위급 간부 |        | 소방정감 (消防正監)    | 1급 상당          | - 소방청 차장 - 서울, 경기, 부산소방본부장 | - 경찰 : 치안정감 - 공무원 : 관리관(1급) - 국군 : 중장(中將) |
| 고위급 간부 |        | 소방감 (消防監)        | 2급 상당          | - 소방청 국장 - 중앙소방학교장 - 중앙 119 구조본부장 - 인천, 충남, 전남, 경남, 강원 경북소방본부장                                                                                | - 경찰 : 치안감 - 공무원 : 이사관(2급) - 국군 : 소장(少將)   |
| 고위급 간부 |        | 소방준감(消防準監)     | 3급 상당          | - 소방청 과장 - 소방본부장 - 서울, 부산, 경기소방본부 과장 - 서울, 경기소방학교장 - 서울종합방재센터장 - 수원, 고양, 용인, 성남소방서장                                           | - 경찰 : 경무관 - 공무원 : 부이사관(3급) - 국군 : 준장(准將) |
| 중간급 간부 |        | 소방정(消防正)         | 4급 상당          | - 중앙소방학교 과장 - 중앙 119 구조본부 과장 - 119 특수구조대장 - 소방본부 과장 - 소방서장(성남, 용인, 수원, 고양소방서 제외) - 소방학교장, 부장 - 특수구조단장 - 지방 소방학교장 | - 경찰 : 총경 - 공무원 : 서기관(4급) - 국군 : 대령(大領)     |
| 중간급 간부 |        | 소방령(消防領)         | 5급 상당          | - 119 화학구조센터장 - 시도 소방본부 담당 - 소방서 과장 - 경북특수구조단장 - 지방소방항공대장                                                                                     | - 경찰 : 경정 - 공무원 : 사무관(5급) - 국군 : 중령(中領)     |
| 중간급 간부 |        | 소방경(消防警)         | 6급 상당 (6급 갑) | - 소방서 팀장 - 현장대응단 지휘팀장 | - 경찰 : 경감 - 공무원 : 주사(6급 갑) - 국군 : 소령(少領)    |
| 초급 간부   |        | 소방위(消防衛)         | 6급 상당 (6급 을) | - 외곽 119 안전센터장 - 소방서 주임 - 소방간부후보생 졸업생 임관 시 계급 - 소방서 최하위부서(119 안전센터) 경방, 팀장 - 소방서 119 구조대장                                       | - 경찰 : 경위 - 공무원 : 주사(6급 을)                        |
| 비간부      |        | 소방장(消防長)         | 7급 상당          | - 외곽 119 안전센터 팀장 혹은 경방, 소방서 119 구조대 팀장 | - 경찰 : 경사 - 공무원 : 주사보(7급) - 국군 : 상사(上士)     |
| 비간부      |        | 소방교(消防校)         | 8급 상당          | - 화재·구급·119 구조대원(각 반의 반장 혹은 대원) | - 경찰 : 경장 - 공무원 : 서기(8급) - 국군 : 중사(中士)       |
| 비간부      |        | 소방사(消防士)         | 9급 상당          | - 화재·구급·119 구조대원(각 반의 대원) | - 경찰 : 순경 - 공무원 : 서기보(9급) - 국군 : 하사(下士)     |
| 비간부      |        | 소방사시보(消防士試甫) | 9급 상당          | - 소방관 임용 시 최초로 부여받는 계급 |                                                              |

## 전환복무자, 대체복무자의 계급

### 현역(전환복무)
- 현역(전환복무) 징집병인 의무소방대 대원은 단지 소방대원으로서, 소방관은 아니다. 화재, 구조와 구급분야를 담당한다. 총 1200여 명이다.
- 수방 (首防) - 군 계급의 병장 (兵長). 이후 6개월.
- 상방 (上防) - 군 계급의 상병 (上兵). 이후 7개월.
- 일방 (一防) - 군 계급의 일병 (一兵). 이후 7개월.
- 이방 (二防) - 군 계급의 이병 (二兵). 입대일로부터 3개월.
- 1995년 이후 폐지된 국군의 일반하사와 유사한 개념인 '특방'이라는 직급이 있다. 그러나 의무소방은 2001년에 창설되었기 때문에, 현재까지 임용된 특방은 단 한명도 없다.
- 일반하사의 계급은 평시에는 실제로 임용된 경우가 없으나, 전시에는 새로이 임용한다. 그리하여 공무원 봉급표에는 '특방'도 여전히 존재한다. 이들의 월 기본급은 병장(수방)의 2배 가량이다.

### 보충역(대체복무)
- 보충역(대체복무)에 속하는 사회복무요원은 거의 대부분 지역이 구급반에 속해 있으나(업무는 구급보조), 일부 지역은 소방관이나 구조대 직급체계에 속한다. 약 1,850여 명이다.
- 사회복무요원은 병무청 소속으로, 복무기관인 사회복지시설, 국가기관, 지방자치단체 혹은 공공기관의 지휘와 감독을 받는다. 복무기관과 상관없이 병무청에 따라 일반직공무원에 준하는 지위를 갖는다.

## 논란
계급과 명칭을 보다 쉽게 바꾸어야 한다는 주장이 있다. 소방이라는 단어가 일본식 한자 어휘이고, 이와 맞물린 호칭은 부자연스러우며 대국민적 친밀감이 떨어진다는 것이다.

## 같이 보기
- 소방공무원
- 공무원
- 군인 계급
- 경찰관 계급, 교도관 계급
- 소방간부후보생
- 의무소방대
- 사회계급